# Сребърна
Вижте пояснителната страница за други значения на Сребърна.
Срѐбърна е село в Североизточна България. То се намира в община Силистра, област Силистра.

## География
Село Сребърна е разположено на 15 км западно от областния град Силистра, на западния бряг на езерото Сребърна и на около 1,5 км южно от река Дунав.

## История
Сред жителите на селото се носят легенди за името на Сребърна. Казват, че ако се изкачиш на възвишението до езерото, на лунна светлина водата изглежда като излята от сребро. Други смятат, че името на Сребърна идва от легендата за кан Сребрун, който по времето на кан Аспарух разположил своя стан край езерото на мястото на днешна Сребърна.

## Население
Численост на населението според преброяванията през годините:
| \| Година на преброяване \| Численост \| \| --------------------- \| --------- \| \| 1934 \| 2147 \| \| 1946 \| 2259 \| \| 1956 \| 2171 \| \| 1965 \| 1885 \| \| 1975 \| 1520 \| \| 1985 \| 1288 \| \| 1992 \| 1108 \| \| 2001 \| 854 \| \| 2011 \| 655 \| \| 2021 \| 534 \| |           |
| Година на преброяване | Численост |
| 1934 | 2147      |
| 1946 | 2259      |
| 1956 | 2171      |
| 1965 | 1885      |
| 1975 | 1520      |
| 1985 | 1288      |
| 1992 | 1108      |
| 2001 | 854       |
| 2011 | 655       |
| 2021 | 534       |

### Етнически състав
Преброяване на населението през 2011 г.
Численост и дял на етническите групи според преброяването на населението през 2011 г.:
|                     | Численост | Дял (в %) |
| Общо                | 655       | 100.00    |
| Българи             | 637       | 97.25     |
| Турци               |           |           |
| Цигани              |           |           |
| Други               | 9         | 1.37      |
| Не се самоопределят |           |           |
| Неотговорили        | 3         | 0.45      |

## Културни и природни забележителности
Биосферен резерват „Сребърна“ през 1977 г. е обявен от ЮНЕСКО за резерват със световно значение. Единствено тук гнезди световно застрашеният вид къдроглав пеликан. През лятото на територията на резервата могат да се наблюдават още 20 вида земноводни, 21 вида влечуги, 39 вида бозайници, 10 вида риби. Тук гнездят над 160 вида птици: къдроглав пеликан, малък корморан, чапла, блестящ ибис, лопатар, ням лебед, червен ангъч, сива гъска, патица, тръстиков блатар, рибарка, синьогушка, мустакат синигер и други.
- Изглед към резервата през 2007 г., птиците се виждат добре с бинокъл.
- Експонат от музея през 2007 г.